# Mission des Nations unies au Soudan du Sud
La Mission des Nations unies au Soudan du Sud (MINUSS) a été créée par la résolution 1996, le 9 juillet 2011, à la suite de l'indépendance du Soudan du Sud, le même jour. Elle remplace ainsi sur le territoire du Soudan du Sud la MINUS, en parallèle avec la FISNUA, qui elle opère sur le territoire d'Abiyé.

## Historique
- Le 5 juillet 2012, la résolution 2057 a étendu la mission de la MINUSS, une année supplémentaire.
- Le 24 décembre 2013, le conseil de sécurité des Nations unies vote, à l'unanimité, la résolution 2132 autorisant le relèvement du plafond des effectifs militaires pour cette force de 7 000  à   12 500 hommes ainsi que des effectifs policiers de 900  à   1 323[2].
- Le 26 août 2014, un hélicoptère MI-8AMT de la MINUSS a été abattu près de Bentiu dans l’État de l'Unité. L'incident a fait trois morts et un blessé grave au sein des membres de l'équipage, composé de Russes[3].
- Le 10 mars 2017, le Japon annonce le retrait de son contingent présent depuis janvier 2012[4].
- Le 22 février 2021, quinze soldats éthiopiens (tous originaire du Tigré) de la MINUSS refusent de rentrer en Éthiopie et demandent l'asile au Soudan du Sud[5].